# قسط شائك
قسط شائك (الاسم العلمي:Costus spicatus) هو نوع من النباتات يتبع جنس القسط من الفصيلة القسطية.